# COLEGAS
A Confederação Espanhola de Lésbicas, Gays, Bissexuais e Transexuais (Confederación Española de Lesbianas, Gays, Bisexuales y Transexuales, em castelhano), conhecida pela sigla COLEGAS, é uma associação LGBT que articula na Espanha. Trata-se de um projeto associativo autônomo e independente, cujo objetivo principal é a promoção e a defesa dos direitos de pessoas lésbicas, gays, bissexuais e transgênero, contribuindo para o livre desenvolvimento das pessoas em sintonia com a sua orientação sexual ou identidade de gênero.

## História
O grupo COLEGAS teve sua origem em Córdova, em 1992, no Foro Permanente sobre Homosexualidad, um espaço de debate, criado no ano de 1989 por um grupo de jovens, sobre a realidade das pessoas homossexuais. Dessa forma, em  1992, com a necessidade de combater a discriminação, promover a visibilidade e a conscientização social do movimento LGBT é criado o Colectivo de Lesbianas y Gays de Córdoba (COLEGA).
Mais tarde, o COLEGA-Andaluzia contacta outras associações LGBTs de outras regiões e, junto com a Coordinadora Gay-Lesbiana (CG-L) e o Col.lectiu Lambda, cria a Plataforma Gay-Lesbiana del Estado Español. Focaliza suas atividades como a SIDA e a reivindicação de um projeto de lei de parceria de fato, incluindo o casamento civil entre casais do mesmo sexo. Desse modo, em março de 1994, no Encuentro Estatal sobre Ley de Parejas de Hecho, concordaram em apoiar a criação de registos municipais de uniões de fato.
Com a criação, em 1993, de COLEGA-Sevilha tem início a expansão da associação em toda a Andaluzia, criando, em seguida, delegações em Málaga (1995), Cádis (1996), Granada (1998), Huelva (1998), Almeria (2000) e Jaén (1999), dentro de uma estrutura federal definida em 1999. Estas associações provinciais se agregaram à COLEGA-Universidad (1994), Entiendes:Colectivo Andaluz de Jóvenes Lesbianas, Gays, Bisexuales y Transexuales (1996), Asociación de Lesbianas de Andalucía (ALA) (1997) e Familias por la Diversidad, Asociación Andaluza de Madres, Padres y Familiares de Lesbianas, Gays, Bisexuales y Transexuales (2006).
Ao longo dos anos, a associação, como uma confederação de associações desde 2002, foi estendida para o resto da Espanha, criando-se COLEGA-Madrid (2002), Entiendes-Madrid (2003), COLEGA-Valencia (2003), COLEGA-Murcia (2006), COLEGA-Castilla La Mancha (2006) e COLEGA-Castilla y León (2006). Além disso, também apostou pela conscientização nas áreas rurais.
Desde 1997 publica a revista Colega, uma publicação gratuita de informações sobre homens gays e mulheres lésbicas que hoje é a mais antiga publicação LGBT de Andaluzia, tratando também de temas de interesse social e político para além da comunidade LGBT, como o uso de energia nuclear, aborto, violência de gênero, racismo, políticas de juventude, terrorismo, movimento okupa ou imigração.

## Objetivos
Entre seus objetivos encontramos:
- Promover o livre desenvolvimento dos indivíduos de acordo com sua orientação sexual e identidade de gênero, combatendo a discriminação contra o movimento LGBT;
- Coordenar, estudar, orientar e promover a igualdade e o respeito pelos diferentes modelos de família e as diferentes orientações sexuais na sociedade;
- Estruturar e fomentar a cooperação entre a comunidade LGBT, dando cobertura a esta, especialmente nas zonas rurais, assim como a visibilidade social, especialmente, da população lésbica.
- Promover a vida saudável e a luta contra as infeções sexualmente transmissíveis, assim como o desenvolvimento sustentável.